# Montournais

Montournais este o comună în departamentul Vendée, Franța. În 2009 avea o populație de 1,725 de locuitori.